# Madawi al-Rasheed
Madawi al-Rasheed, (octubre de 1962), en árabe: مضاوي الرشيد‎:, es una profesora saudí de antropología social y religión que trabaja en la Escuela de Economía de Londres, además de ser autora de varios libros sobre Arabia Saudita. En 2013 fue incluida por la BBC en su iniciativa 100 Mujeres.

## Biografía
Al-Rasheed nació en París de padre saudí y madre libanesa. Su padre desciende de la  Dinastía Rashidi. Poco después de su nacimiento, su familia se trasladó  a Arabia Saudí, donde al-Rasheed creció.
En 1975, Rey Faisal de Arabia Saudí  asesinado por su sobrino, Faisal cubo Musaid. Su madre era una hermana del padre Al Rasheed, y el gobierno saudí acusó el Dinastía Rashidi  de estar detrás del asesinato. La investigación podía ser incierta, pero en 1975, al-Rasheed  se mudó  a Líbano, donde acabó el bachillerato en 1981 para empezar sus estudios en antropología y sociología en la Universidad americana de Beirut. En 1982, Israel invadió Líbano. Al-Rasheed se exilió al Reino Unido, primero a la Universidad de Salford y después a la Universidad de Cambridge , donde obtuvo un PhD con Ernest Gellner como supervisor.
En 2005, después de una aparición en Al Jazeera TV criticando al gobierno saudí, Salman de Arabia Saudita , en ese momento el gobernador de la provincia de Riad, quien luego se convirtió en rey de Arabia Saudita, telefoneó al padre de al-Rasheed, alegando que su ciudadanía saudita había sido retirada. como castigo por su aparición en televisión.
Al-Rasheed mantiene en el departamento de Teología y Estudios Religiosos una plaza en el  King´s College de Londres y como profesora visitante en el Centro de Oriente Medio en la Escuela de Londres de Economía y Ciencia Política. Da conferencias ocasionales en los Estados Unidos, Europa, y el Oriente Medio. Es la nieta  de Mohammed cubo Talal al-Rasheed, el último príncipe del Emirato de Ha'il. Ha escrito varios libros y artículos en revistas académicas en la Península árabe, migración árabe, globalización, género, y religioso transnationalism. En 2016, trabajó como profesora investigadora  visitante en el Instituto de Oriente Medio de la Universidad Nacional de Singapur.
Desde que se unió al MEC en 2017, ha estado realizando investigaciones sobre mutaciones entre los islamistas saudíes después de los levantamientos árabes de 2011. Esta investigación se centra en las nuevas reinterpretaciones de los textos islámicos que prevalecen entre una pequeña minoría de reformadores sauditas y el activismo en la búsqueda de la gobernanza democrática y la sociedad civil. El resultado de este proyecto de investigación, patrocinado por el Programa de Becas de la Open Society Foundation, apareció en una monografía titulada Muted Modernists (2015, Hurst & OUP). Su último libro editado, Salman's Legacy: The Dilemmas of a New Era, fue publicado por Hurst en 2018.Además, Al-Rasheed ha publicado varios artículos en revistas académicas y editado volúmenes sobre el desarrollo político de Arabia Saudita desde los levantamientos árabes, las políticas de género y la actualidad. Colabora regularmente en la televisión y los medios impresos internacionales. Apareció en el documental de la BBC Newshour y Radio 4 sobre Arabia Saudita, Sand of Time, y fue entrevistada por CNN, BBC World Service, CCTV y la televisión árabe al-Hura. Sus artículos de opinión aparecieron en Al-Monitor, The Guardian, Político, Foreign Policy, Middle East Eye, New Internationalist, La Vanguardia y Foreign Affairs. Recientemente, Madawi impartió seminarios en la Kennedy School Middle East Initiative, la Universidad de Harvard, el Middle East Center de la Universidad de Denver y Casa Árabe en Madrid. Continúa realizando trabajos de consultoría para gobiernos, organizaciones internacionales no gubernamentales y empresas en el Reino Unido y en otros lugares. En julio de 2020 fue elegida miembro de la Academia Británica.

## Premios y reconocimientos
Elegida una de las mujeres más influyentes por la BBC

## Publicaciones Seleccionadas

### Libros
- 1991 Al-Rasheed M. Política en un Oasis árabe: el Rashidi Dinastía Tribal, Londres: I.B. Tauris
- 1998 Al-Rasheed, M. Cristianos de asirio iraquí en Londres: la Construcción de Etnicidad, Nueva York: Edwin Mellen Prensa
- 2002 Al-Rasheed, M. Una Historia de Arabia Saudí, Cambridge: Cambridge Prensa Universitaria.  También en árabe, español y polaco.
- 2005 Al-Rasheed, M. Mazaq Al-islah fi al-Saudiyyah fi al-Qarn al-Wahid wa al-Ishrin, Londres: al-Saqi
- 2007 Al-Rasheed, M.  Disputando el Estado saudí: Voces islámicas de una Generación Nueva, Cambridge: Cambridge Prensa Universitaria
- 2010 Al-Rasheed, M. Una Historia de Arabia Saudí, Segunda Edición, Cambridge: Cambridge Prensa Universitaria
- 2013 Al-Rasheed, M. Un La mayoría de Estado Masculino: Género, Política y Religión en Arabia Saudí, Cambridge: Cambridge Prensa Universitaria
- 2015 Al-Rasheed, M. Muted Modernists: La Lucha sobre Política Divina en Arabia Saudí, Oxford Prensa Universitaria
- 2018 Al-Rasheed. M. Salman  Legado: Los Dilemas de una Era Nueva en Arabia Saudí, Oxford Prensa Universitaria

### Libros editados
- 2004 Al-Rasheed, M. & R Vitalis (eds.) Contador-Narrativas: Historia, Política y Sociedad Contemporáneas en Arabia Saudí y Yemen,  Nueva York, Palgrave
- 2005 Al-Rasheed, M. (ed.) Conexiones transnacionales y el Golfo árabe,  Londres: Routledge.
- 2008 Al-Rasheed, M. (ed.) Reino sin Fronteras: saudí Político, Religioso y Expansión de Medios de comunicación, Londres: Hurst y Co.
- 2009 Al-Rasheed, M. & M. Shterin. (eds.)  Muriendo para Faith: Religiously Motivó Violencia en el Mundo Contemporáneo, Londres: I.B. Tauris.
- 2012 Al-Rasheed, M. Kersten, C. Y Shterin, M. (eds,)  Demystifying el Caliphate: Memoria Histórica y Contextos Contemporáneos, Londres: Hurst y Co.